# Історія тенісу
Історія сучасного тенісу починається в другій половині XIX століття. Саме тоді з'явилася гра, що в той час називалася «лаун-теніс», попередницею якої була давніша гра в приміщеннях. Вімблдонський турнір, найстаріший зі збережених дотепер, проводиться з 1877 року, а перше змагання національних збірних — Кубок Девіса — веде свою історію з 1900 року. Теніс є частиною програми Олімпійських ігор сучасності, починаючи з I Олімпіади, що пройшла в 1896 році, але з більш ніж піввіковою перервою, яка завершилася тільки в 1988 році. Спочатку теніс офіційно був аматорським видом спорту; перші гравці-професіонали з'явилися в тенісі в 20-ті роки XX століття, а з кінця 1960-х років почалася так звана Відкрита ера, в рамках якої всі турніри стали відкритими як для любителів, так і для професіоналів і були об'єднані в кілька великих циклів («турів») під управлінням міжнародних організацій ITF, ATP і WTA.

## Реал-теніс
Прямим попередником сучасного тенісу вважається гра в приміщеннях, яка до кінця XIX століття мала ту ж назву, а в наш час[коли?] знана як Справжній Теніс, корт-теніс або же-де-пом (фр. jeu de paume, в буквальному перекладі — гра долонею). Же-де-пом, в який могли грати одночасно до 12 осіб, з'явився в XI столітті, певно, в монастирях. Спочатку в цій грі, як і в ручній пелоті, м'яч відбивали рукою, потім з'явилися рукавички, бити і, нарешті, в XVI столітті, ракетки і сітка. На цей же час припадає пік популярності же-де-пома, в який грали французькі, англійські та іспанські королі того часу <re
Однією з найвідоміших згадок тенісу в середньовічній літературі є епізод в історичній хроніці Шекспіра «Генріх V», де французький дофін в насмішку надсилає молодому англійському королю барило тенісних м'ячів. При цьому послані в подарунок Генріху V тенісні м'ячі вперше були згадані задовго до Шекспіра, в продовженні хроніки Джеффрі Монмутського «Історія королів Британії», датованої першою половиною XV століття .
У XVI столітті практично всі французькі королі грали в теніс: тенісний зал було обладнано на королівській яхті Франциска I, Генріх II наказав збудувати тенісний зал в Луврі, а Карл IX в 1571 році, даруючи паризьким гравцям у теніс і майстрам, що виготовляли ракетки, право на гільдію, назвав теніс «одним з найблагородніших, гідних і корисних для здоров'я вправ, якими можуть займатися принци, пери і інші знатні персони». Одним з улюблених занять був теніс і для Генріха VIII Тюдора, який побудував зали для цієї гри в Вестмінстері і Хемптон-корті (останній використовується за прямим призначенням майже 500 років). Крім ченців і аристократів, теніс приваблював і маси: середньовічні університети будували зали, а городяни грали прямо на вулицях. До 1600 року в кожному великому французькому місті було по кілька залів, а в Парижі було понад 250 залів і понад тисячу відкритих кортів; в 1604 році була зроблена оцінка, згідно з якою у Франції могло бути вдвічі більше тенісних залів, ніж церков.
Тим не менш, протягом більшої частини своєї історії теніс залишався грою обраних. Мала кількість учасників матчу та обмежений простір для глядачів не дозволили йому стати по-справжньому народною розвагою, і вже через сто років навіть в Парижі було всього десять залів для гри в теніс, і ті в поганому стані. Тенісні зали стали пристосовувати для інших потреб, в тому числі для виступу театральних труп, і, згідно з «Оксфордською ілюстрованою енциклопедією театру», це зумовило форму майбутніх театральних залів. Один зі збережених залів для же-де-пома потрапив в історію як місце зборів депутатів Генеральних штатів від третього стану, за указом короля не допущених у звичайний зал засідань у 1789 у. Депутати, які оголосили себе Національними зборами, давати клятву зустрічатися до тих пір, поки у Франції не буде прийнята конституція. Тим не менше, з розвитком сучасного тенісу же-де-пом не припинив своє існування. Цей вид спорту був представлений на Олімпійських Іграх 1908 року, а сто років по тому у світі налічувалося близько п'яти тисяч його шанувальників, на певному етапі у Великій Британії дали своїй грі назву «справжнього» або «королівського» тенісу, щоб відрізняти його від поширенішої нової гри.

## Винахід лаун-тенісу
В даний час достовірно невідомо, хто винайшов теніс, але, за найпоширенішою версією, родоначальником гри був майор Волтер Вінгфілд. Він придумав гру для розваги гостей на прийомах у своєму особняку в Уельсі та в 1873 році опублікував перші правила гри. Гра отримала одночасно дві назви:«сферистика» (англ. sphairistike від грец. σφαιριστική, що означає гру в м'яч) і «лаун-теніс» (англ. lawn tennis, букв.теніс для галявин). Як основу він використовував сучасний йому теніс (у наш час реал-теніс). У грі, придуманій Вінгфілдом, також простежується вплив бадмінтону. Так, спочатку висота сітки між половинами корту становила, як у бадмінтоні, більше півтора метрів, а лік йшов до 15 очок у кожному геймі (історія змін в правилах розглядається в розділі Еволюція правил). Як можливі батьки сучасного тенісу згадуються також британець Томас Генрі Гем і іспанець Аугурьо Перера, які адаптували гру рекетс, різновид тенісу, для трав'яних газонів у передмістях Бірмінгема ще в 1858 році, а в 1872 році заснували клуб любителів нової гри. Після появи гри Вінгфілда, Гем розробив правила для своєї гри, яку назвав пелота, а Лімінгтонський клуб перейменував також в лаун-теніс.
Передбачаючи комерційний потенціал лаун-тенісу, Вінгфілд запатентував його в 1874 році і почав продаж комплектів обладнання та підручників гри (по 15 шилінгів за ракетку, 5 шилінгів за дюжину м'ячів і 6 пенсів за підручник), але досить швидко втратив контроль над поширенням гри. Гра почала стрімко розвиватися у Великій Британії та США, куди її завезли вже на початку 1874 року. За перший рік продажів патентоване лаун-тенісне обладнання також було продано в Канаду, Індію, Китай і російському імператору, але ринок швидко наповнили товари конкурентів. У 1877 у Вінгфілд відмовився від продовження патенту.

## Поява турнірів та національних асоціацій лаун-тенісу
Вже в 1875 році розроблені Вінгфілдом правила були змінені; новий звід правил був розроблений в Мерілебонському крикетному клубі. У липні 1877 року в Вімблдоні був проведений перший турнір з лаун-тенісу, організатором якого був Всеанглійський Клуб крокету і лаун-тенісу (англ. All England Croquet and Lawn Tennis Club). Учасники повинні були заплатити вступний внесок у розмірі одного фунта і одного шилінга, а глядачі платили за квитки по одному шилінгу. Турнір був відкритий для всіх охочих (всього брали участь 22 особи), приз переможцю коштував 12 гіней, і крім того розігрувався срібний кубок ціною 25 гіней. 1884 року в рамках Вімблдонського турніру були вперше проведені жіночий турнір (хоча вже за п'ять років до цього жінки розігрували чемпіонат Ірландії) і чоловічий парний турнір, а в 1913 році до них додалися змагання жіночих і змішаних пар (мікст). 1888 року була заснована Асоціація лаун-тенісу (англ. Lawn Tennis Association, LTA), яка в наступні роки встановила сорок три правила гри, багато з яких дійсні досі, і затвердила проведення 73 турнірів протягом десяти років.
Існують документи, які показують, що в США (Камп-Апачі, Аризона) в лаун-теніс грали незабаром після початку продажу наборів Вінгфілда, в 1874 році. Навесні того ж року був відкритий тенісний корт при Стейтен-Айлендському крикетному і бейсбольному клубі в Нью-Йорку. 1876 року в Наханті, штат Массачусетс, пройшов перший турнір з лаун-тенісу в США, а в 1881 році була створена Національна асоціація лаун-тенісу США (англ. United States National Lawn Tennis Association, USLTA), в наш час[коли?] Асоціація тенісу США (англ. United States Tennis Association, USTA). Метою її створення були стандартизація правил змагань і проведення турнірів. До асоціації увійшли 34 лаун-тенісні клуби, які до цього грали кожен за своїми, відмінними від решти, правилам. Національний чемпіонат США серед чоловіків (англ. US National Men's Singles Championship), який зараз називається Відкритий чемпіонат США, був вперше проведений у тому ж році в Ньюпорті, Род-Айленд (з того ж року в Торонто проводився турнір, що носить починаючи з 1890 року статус чемпіонату Канади, а сьогодні знаний як Rogers Cup). Відповідний жіночий турнір — Національний чемпіонат США серед жінок (англ. US National Women's Singles Championships) — стартував у 1887 році.
До кінця століття лаун-теніс поширився в усьому світі. Перші лаун-тенісні клуби були створені:
- В 1875 році — в Шотландії, Бразилії і Індії
- В 1877 році — в Ірландії і Франції
- В 1878 році — в Австралії, Австро-Угорщині, Італії, Перу і Швеції
- В 1880 році — в Данії та Швейцарії
- В 1881 році — в Аргентині
- В 1882 році — в Нідерландах
- В 1883 році — на Ямайці
- В 1885 році — в Греції і Туреччині
- В 1889 році — в Лівані
- В 1890 році — в Єгипті і Фінляндії
- В 1892 році — в Південній Африці

Перший турнір з лаун-тенісу в Австралії пройшов у 1879 році, а з 1892 року розігрувався чемпіонат Німеччини.
В кінці 1870-х років лаун-теніс починає розвиватися в Росії. Перша лаун-тенісна секція була організована в Санкт-Петербурзькому крикет-клубі. Перший міжнародний турнір в Росії відбувся у 1903 році в Санкт-Петербурзі. Одночасно цей турнір був і першим чемпіонатом Санкт-Петербурга. Турнір проводився в чоловічому одиночному і парному розрядах за участю 15 російських і трьох іноземних тенісистів, які й здобули перемогу в обох розрядах. 1907 року пройшли перші Всеросійські змагання з лаун-тенісу, які виграв Георгій Брей, а в 1908 році був заснований Всеросійський Союз лаун-тенісних клубів, головний керівний орган російського тенісу до 1918 року.
У 1913 році представники 12 національних лаун-тенісних асоціацій в Парижі домовилися про створення Міжнародної федерації лаун-тенісу (англ. International Lawn Tennis Federation, ILTF). Деякий час новостворена федерація проводила Чемпіонати світу з тенісу: на трав'яних кортах (Вімблдонський турнір), на твердих (фактично, ґрунтових) кортах і в приміщеннях.
Про популярність тенісу в кінці XIX століття свідчить той факт, що в 1896 році він був включений в програму Перших Олімпійських ігор сучасності разом з вісьмома іншими видами спорту. На першому Олімпійському турнірі з тенісу були розіграні два комплекти медалей — у чоловічому одиночному і чоловічому парному розрядах. Чотири роки по тому перший комплект олімпійських медалей в історії серед жінок був розіграний саме в тенісному турнірі. У рамках цієї ж Олімпіади пройшов і перший олімпійський турнір змішаних пар. Тенісний турнір проводився в рамках Олімпійських ігор до 1924 року, після чого був відновлений тільки в 1988 році.

### Поява командних турнірів

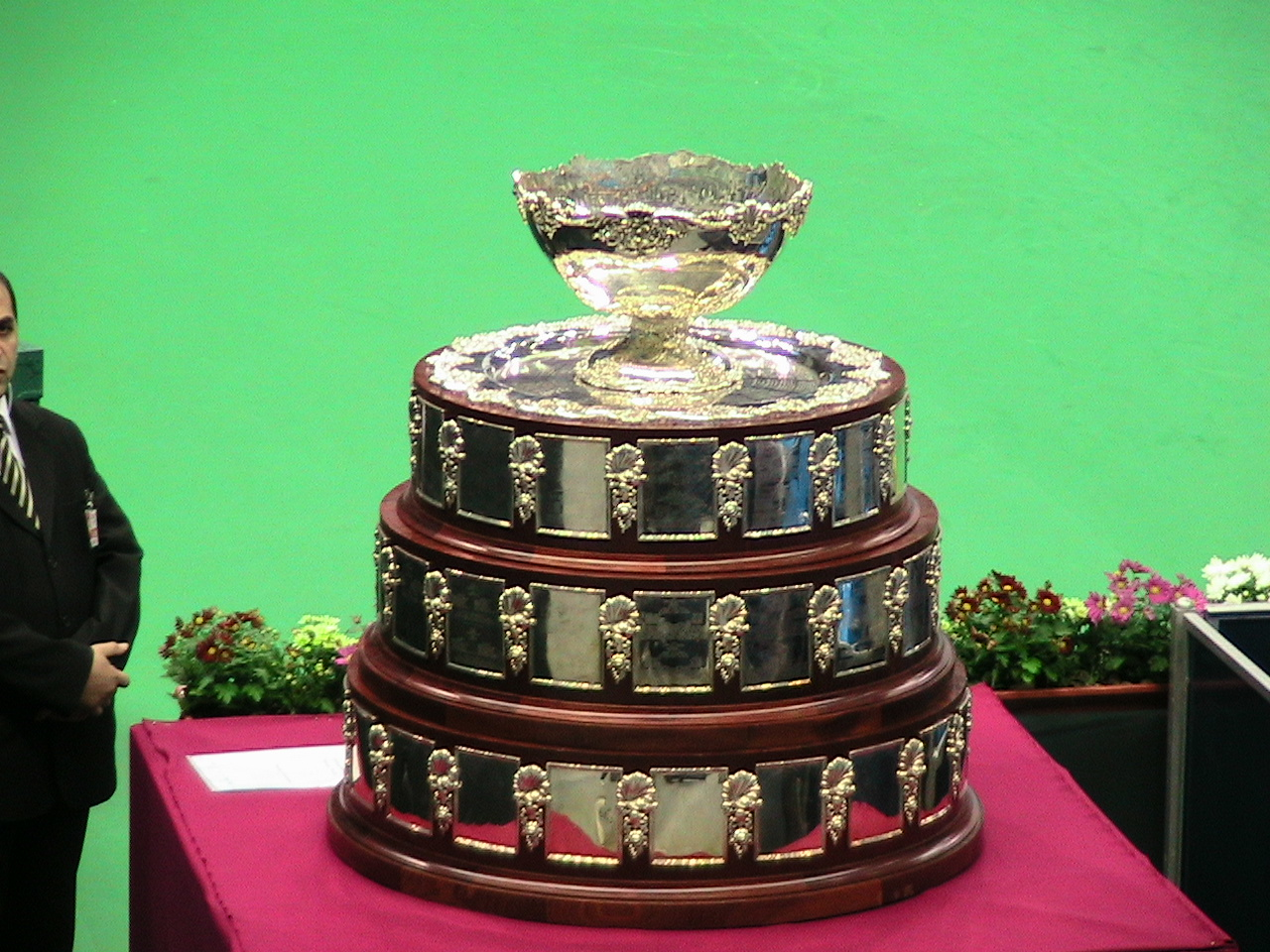
Кубок Девіса

У 1899 році у чотирьох студентів Гарвардського університету зародилася ідея проведення тенісного турніру, в якому беруть участь національні збірні команди. Один з них, Дуайт Девіс, розробив схему проведення турніру та купив на власні гроші приз для переможця — срібний кубок. Перший турнір відбувся в Брукліні, штат Массачусетс в 1900 році, і в ньому взяли участь збірні США і Великої Британії. Девіс разом з двома іншими студентами Гарварду грав за команду США, яка несподівано перемогла, вигравши потім і наступний матч у 1902 році. Відтоді турнір проводився щороку (за деякими винятками), а після смерті Девіса в 1945 у отримав назву Кубок Девіса і зараз є популярною щорічною подією у світі тенісу. Вже в 1904 році до розіграшу турніру приєдналися Франція і Бельгія, тоді Австралазія. До 1913 році в турнірі брали участь вісім національних збірних, і їх число продовжувало постійно зростати. До 1973 року цей турнір вигравали збірні тільки чотирьох країн: США, Великої Британії, Австралії та Франції (однак необхідно врахувати, що австралійці з 1905 по 1919 виступали спільно з новозеландцями і завоювали за цей час шість титулів).
У 1923 році одна з провідних тенісисток світу, Хейзел Хочкісс-Вайтмен, з метою популяризації жіночого тенісу заснувала командний турнір, але це змагання, будучи вперше проведеним між жіночими збірними США і Великої Британії, так і залишилося внутрішньою справою цих двох команд протягом свого існування до 1990 року, коли британська сторона оголосила про припинення участі в цьому змаганні. Тільки в 1963 році Міжнародна федерація лаун-тенісу заснувала Кубок Федерації — жіноче командне змагання, що стало аналогом чоловічого Кубка Девіса.
Ще одне офіційне командне чоловіче змагання, Кубок Націй (згодом Кубок світу), стартувало в 1978 році під егідою Асоціації тенісистів-професіоналів (АТР).

### Великий шолом
Домінування США, Великої Британії, Франції та Австралії в довоєнному світовому тенісі призвело до того, що саме турніри, що проводяться в цих країнах, стали найбільш престижними. Чотири найбільших турніри — Вімблдонський турнір, чемпіонат США, чемпіонат Франції, що проходить з 1891 року і відкритий для учасників з інших країн з 1925 року, і чемпіонат Австралії (проводиться з 1905 року) — в 1930-ті роки отримали загальну назву «турніри Великого шолома», запозичену з карткової гри бридж. Термін, як вказує сайт Відкритого чемпіонату США, був пущений в хід репортером «New York Times» Джоном Кіраном в 1933 році, коли австралійський тенісист Джек Кроуфорд виграв чемпіонат Австралії, чемпіонат Франції та Вімблдонський турнір і вийшов у фінал чемпіонату США, де йому протистояв британець Фред Перрі. Кіран писав: «Якщо сьогодні Кроуфорд переможе Перрі, це буде рівноцінно виграшу великого шолома на тенісному корті». У той рік завоювання Великого шолома не відбулося, і першим його володарем став Дон Бадж п'ять років по тому. За іншою версією, зокрема, що приводиться на офіційному сайті Вімблдонського турніру, термін виник після того, як Бадж виграв усі чотири турніри, і його автором є американський спортивний журналіст Еллісон Данциг.
Основні характеристики турнірів Великого шолома
| Турнір                          | Перший розіграш                                                                                     | Місце проведення | Покриття                                        |
| ------------------------------- | --------------------------------------------------------------------------------------------------- | --- | ----------------------------------------------- |
| Вімблдонський турнір            | 1877 (чоловічий одиночний) 1894 (жіночий одиночний, чоловічий парний)                               | Вімблдон, Велика Британія | Трава                                           |
| (Відкритий) чемпіонат США       | 1881 (чоловічий одиночний, чоловічий парний) 1887 (жіночий одиночний, жіночий парний, змішаний)     | Нью-Йорк, США Ньюпорт, США (1881—1914) Філадельфія, США (1921—1923) | Трава (до 1974) Ґрунт (1975—1977) Хард (з 1978) |
| (Відкритий) чемпіонат Франції   | 1891 (чоловічий одиночний) 1897 (жіночий одиночний) 1925 (міжнародний)                              | Париж, Франція Бордо, Франція (1909) | Ґрунт                                           |
| (Відкритий) чемпіонат Австралії | 1905 (чоловічий одиночний, чоловічий парний) 1922 (чоловічий одиночний, чоловічий парний, змішаний) | Мельбурн, Австралія Сідней, Австралія (17 разів) Аделаїда, Австралія (14 разів) Брисбен, Австралія (7 разів) Перт, Австралія (3 рази) Крайстчерч, Нова Зеландія (1906) Хейстінгс, Нова Зеландія (1912) | Трава (до 1988) Хард (з 1988)                   |

## Професійний теніс

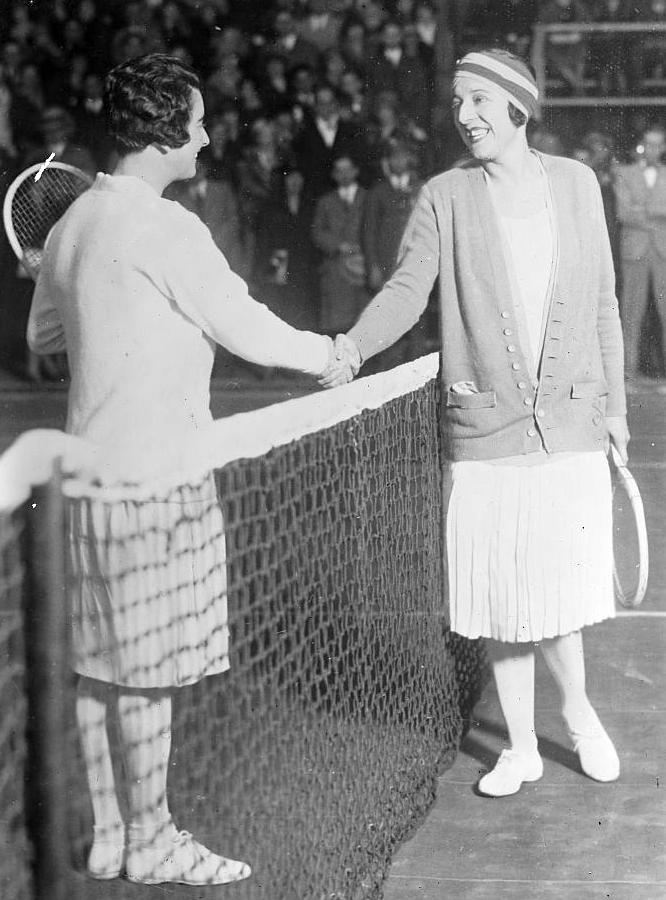
Сюзанн Ленглі (праворуч) і Мері Браун

Починаючи з 1920-х років, професійні тенісні гравці почали заробляти гроші, виступаючи в показових матчах перед публікою, яка за право дивитися гру[прояснити]. Першою, хто підписав професійний контракт на виступи перед публікою, стала чемпіонка Олімпійських ігор в Антверпені Сюзанн Ленглі. Її турне організував підприємець Чарльз Пайл, який намагався також укласти контракт з іншими провідними тенісистками світу, Хелен Віллз та Моллою Меллорі, але не досяг успіху в цьому. Тоді як партнерка для Ленглі була ангажована Мері Браун, триразова чемпіонка США і капітан збірної країни в Кубку Вайтмен, якій до того моменту було вже 35 років. Сума контракту Ленглі становила 75 тисяч доларів, а Браун повинна була, за чутками, отримати 30 тисяч. Пайл також уклав контракт з четвертою ракеткою Франції Полем Фере і зіркою американського тенісу, дворазовим олімпійським чемпіоном і володарем Кубка Девіса Вінсентом Річардсом, поряд з ще двома менш відомими тенісистами. Перший професійний тенісний матч в історії відбувся 9 жовтня 1926 року в Нью-Йорку на критій арені «Медісон-сквер-гарден», у присутності 13 тисяч глядачів. У тенісних колах виникнення професійного туру було сприйнято зі змішаними почуттями, викликавши як підтримку, так і різку критику.
Хоча американський тур Пайла приніс дохід, він відмовився відновлювати контракти або організовувати аналогічний тур по Європі, посилаючись на фінансові розбіжності з Ленглі. Однак, Вінсент Річардс продовжив справу професіоналізації тенісу, створивши асоціацію професійних тенісистів і організувавши перший чемпіонат США з тенісу серед професіоналів, що пройшов у Нью-Йорку в 1927 році. Річардс став і першим чемпіоном США серед професіоналів.
Однак Річардс виявився не таким успішним менеджером, як Пайл, і професійний тур перестав приносити доходи, поки в 1931 році до нього не приєднався багаторазовий переможець Вімблдонського турніру, чемпіонату США і Кубка Девіса Білл Тілден, чиє протистояння з чемпіоном США серед професіоналів 1929 року, чехословацьким майстром Карелом Кожелугом знову привернуло увагу публіки і принесло близько чверті мільйона доларів за сезон. Наступним вдалим доповненням до списку професіоналів став в 1934 у Еллсворт Вайнз, завдяки якому збори від туру знову склали за рік чверть мільйона доларів. 1937 року в професіонали перейшов Фред Перрі, зірка британської збірної в Кубку Девіса. По класу він був приблизно рівний Вайнзу, і разом вони зібрали за рік 400 тисяч доларів. У наступні два роки збори склали 175 і 200 тисяч доларів, причому навіть приєднання до туру у 1939 році першого в історії володаря Великого шолома Дона Баджа не особливо позначилося на рівні доходів.
Більшість виступів в рамках професійних тенісних турне являли собою не пов'язані між собою матчі між окремими гравцями; в один вечір проходили кілька таких матчів без визначення загального переможця. Але в 1930-і роки у світі склалася і система професійних турнірів, паралельна аматорській, і тенісисти-професіонали, крім участі в турне, також регулярно сходилися в таких турнірах за системою плей-офф. Перші професійні турніри в Європі проходили у Французькій Рів'єрі, а в 1931 році великий професійний теніс дістався до Парижа. Восени 1934 року великий професійний тенісний турнір вперше пройшов на стадіоні «Вемблі» у Лондоні; це змагання, разом з паризьким турніром і чемпіонатом США серед професіоналів, визначало лідерів світового професійного тенісу в наступні роки, в сукупності представляючи професійний аналог аматорського Великого шолома.
Після Другої світової війни намітилася тенденція відтоку найкращих гравців-аматорів в професійний теніс: так, в 1948 році в професіонали пішов тільки но вигравший з командою США Кубок Девіса Джек Креймер, а незабаром за ним вирушив його партнер по збірній Панчо Гонсалес. Продовжили тенденцію володарі Великого шолома 1951 року в чоловічих парах Френк Седжмен і Кеннет Макгрегор, поповнивши ряди професіоналів в 1952 році.
Креймер, який виграв кілька великих турнірів на початку 1950-х років, став після цього менеджером професійного тенісу і почав агресивну кампанію з вербування молодих талантів. Важливим кроком стала зміна умов контракту учасників професійних турів: замість частки в доходах їм тепер пропонувалися гарантовані гонорари: так, Седжмену за сезон була запропонована сума в 75 тисяч доларів, а іншому австралійському тенісистові, Лью Хоуду, 125 тисяч за 25 місяців. Сформувавши групу з провідних гравців, Креймер у рамках турне на містах, де не було регулярних турнірів, проводив турніри за коловою системою, що приваблювали особливу увагу глядачів, бо це надавало іграм той елемент змагальності, якого бракувало окремим матчів.

## Відкрита ера

### Передумови до переходу і поява відкритих турнірів
Протягом 40 років професійний та аматорський теніс були строго розділені — як тільки гравець ставав «професіоналом», він не мав більше права виступати в аматорських турнірах. 1930 року Асоціація лаун-тенісу США висунула ідею відкритих турнірів, де могли б брати участь як аматори, так і професіонали, але Міжнародна федерація лаун-тенісу послідовно провалювала цю пропозицію як цього року, так і надалі. Фактично, однак, провідні тенісисти-аматори багато років отримували гроші за виступи у вигляді не афішованих бонусів від спонсорів та оплати фіктивних рахунків за проїзд і житло. З'явився навіть термін «shamateurs», тобто «підроблені аматори». 1963 року провідний британський спортивний оглядач Браян Гранвілл писав на «Sunday Times», що теніс перестав бути справді аматорським спортом як мінімум за чверть століття до цього. При цьому провідні тенісисти легко розлучалися зі статусом любителів, переходячи в професійні турне (зокрема, в 1960-ті роки ряди професіоналів поповнили зірки австралійського аматорського тенісу Род Лейвер і Джон Ньюкомб). 1967 року було оголошено про організацію нового професійного туру World Championship Tennis (WCT), з менеджером якого уклали контракт, крім Ньюкомба, такі колишні любителі, як Тоні Рош, Кліфф Драйсдейл і Нікола Піліч. Незабаром після цього контракт з іншим професійним турне — Національною тенісною лігою (англ. National Tennis League, NTL) — підписав ще один провідний любитель Рой Емерсон.
Стимульована постійним витоком найкращих тенісистів-аматорів до професійних турне, LTA вирішила в 1967 році покласти кінець поділу тенісу і зрівняла в правах аматорів і професіоналів у своїх турнірах. Було оголошено, що Вімблдонський турнір 1968 року буде відкритий для всіх гравців незалежно від їхнього статусу. Прикладу Вімблдону в тому ж році пішли й інші провідні турніри. Перший відкритий турнір пройшов в Борнмуті (Велика Британія) у квітні 1968 року, а першими чемпіонами Відкритої ери стали австралієць Кен Розуолл і місцева уродженка Вірджинія Вейд. 1969 року офіційна класифікація USLTA розділила всіх тенісистів на три категорії: любителі, професіонали-гастролери (пов'язані контрактами на участь у турне, англ. touring professionals) і зареєстровані професіонали, які мають право на участь у відкритих турнірах, куди гастролери як і раніше не допускалися. Ця класифікація була прийнята і Міжнародною федерацією лаун-тенісу. Таким чином було покладено початок Відкритої ери в сучасному тенісі, в якому всі гравці мають право виступати в будь-яких турнірах.

### Формування турів і боротьба між тенісними організаціями
Заборона на участь у відкритих турнірах і Кубку Девіса для професіоналів-гастролерів була знята вже через кілька років, в 1972 році, але до того моменту саме поняття встигло застаріти. З початком Відкритої ери на зміну професійним тенісним турне приходять «тури», що складаються із серії міжнародних турнірів, що проходять в різних країнах. Першими такими турами у чоловіків стали World Championship Tennis (WCT), Національна тенісна ліга (поглинута WCT вже в 1970 році) і тур Гран-прі, організований ILTF в 1970 році. У цей же час зусиллями головного редактора журналу «World Tennis» Гледіс Хелдменом і зірки жіночого тенісу Біллі-Джин Кінг був організований і жіночий тенісний тур Virginia Slims (за назвою фірми-спонсора, виробника сигарет); з 1973 року він проходить під егідою Жіночої тенісної асоціації (WTA), а організацію чоловічого Гран-прі з 1972 року взяла на себе новостворена Асоціація тенісистів-професіоналів (АТР), за участю (з 1974 по 1989 рік) ITF і організаторів окремих турнірів в рамках так званої Ради по чоловічому тенісу (англ. Men's Tennis Council). Аналогічна структура за участю WTA і ITF була створена і в жіночому тенісі після того, як міжнародна федерація нарешті визнала жіночий професійний тур. У системі, запропонованій організаторами турів Гран-прі і Virginia Slims, гравці набирали очки згідно з місцями, зайнятими в кожному турнірі, а в кінці сезону володарі найкращих рейтингів нагороджувалися грошовими призами. Кілька власників найвищих рейтингів також запрошувалися взяти участь у підсумковому турнірі року, де розподілялися додаткові грошові призи; так, на додаток до загального призового фонду в 550 тисяч доларів, що розподіляється АТР в 1974 році, в її підсумковому турнірі Мастерс були розіграні ще 100 тисяч доларів.
Під контроль менеджерів професійних турів не потрапили турніри Великого шолома, управління якими продовжувала здійснювати ILTF. Конфлікт між ILTF і професійними турами, з одного боку, призвів до відсутності на ряді турнірів Великого шолома на початку Відкритої ери гастролюючих професіоналів, а з іншого, до значного збільшення призових фондів цих чотирьох турнірів. У боротьбі за контроль над розкладом турнірів включилася і Асоціація тенісу США, яка відмовилася визнавати угоди між ITF і WCT і яка організувала власний тур, що розігрувався на початку сезону в приміщеннях.

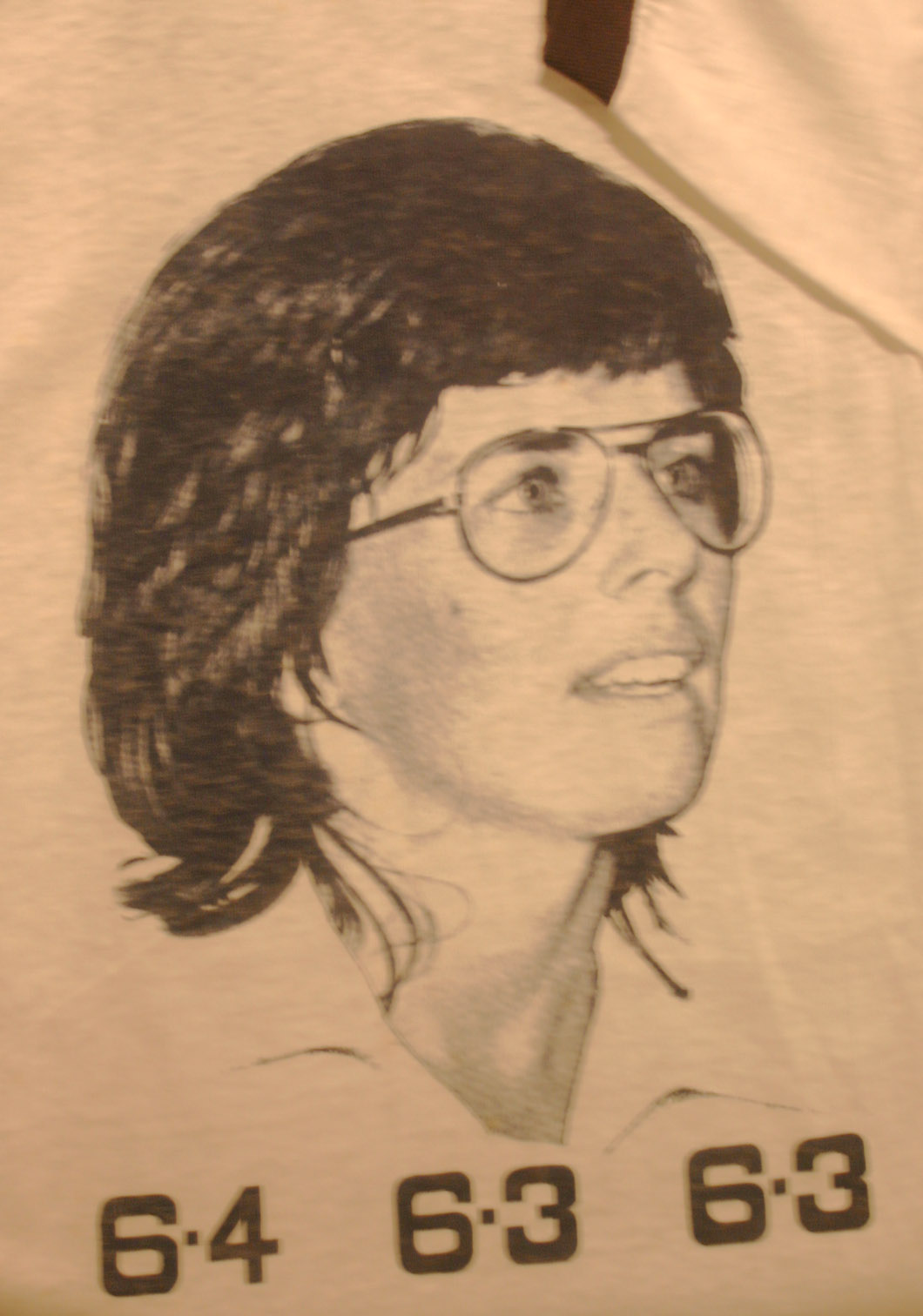
Біллі-Джин Кінг і фінальний рахунок матчу з Боббі Ріггсом

### «Битва статей»
На початку 70-х років жіночі організації активно лобіювали питання про рівні грошові призи для тенісистів незалежно від статі. 1970 року перший приз у жіночому одиночному розряді на більшості турнірів був приблизно вчетверо менше, ніж у чоловічому, і Біллі-Джин Кінг та її однодумець не були готові це терпіти. 1973 року вони досягли успіху, коли розмір призових зрівняли на Відкритому чемпіонаті США. Ця активність викликала критику з боку людей, які вважали, що жіночий теніс не можна зрівнювати в правах з чоловічим. Рупором цієї критики став Боббі Ріггс, чемпіон Вімблдону 1939 року у всіх трьох категоріях і дворазовий чемпіон США (1939 і 1941 року), професіонал з 1942 року, а надалі спортивний коментатор. 1973 року 55-річний Ріггс оголосив, що чоловіки в його віці здатні впоратися з будь-якою з провідних тенісисток світу і, отже, мають не менше право на грошові призи. Його перший показовий матч проти Маргарет Корт, здавалося, підтверджував його слова: Ріггс легко переміг 6:2, 6:1. Після цього його виклик прийняла Біллі-Джин Кінг; їхній матч демонструвався по телебаченню в прямому ефірі, і Кінг виграла його 6:4, 6:3, 6:3. Цей матч допоміг привернути до жіночого тенісу увагу спонсорів, що дало підставу припустити, що вся кампанія Ріггса могла бути підлаштована.
У 1974 році, також за активної участі Біллі-Джин Кінг, була створена командна тенісна ліга World Team Tennis, де брали участь команди, що складалися з гравців обох статей. Перший рік її проведення був ознаменований конфліктом з Федерацією тенісу Франції, що розглядала лігу як конкурента літніх європейських турнірів і відмовилася допустити її учасників на Відкритий чемпіонат Франції. Можливо, це не дало завоювати Великий шолом Джиммі Коннорсу, який у той рік виграв всі інші турніри Великого шолома. Через 14 років почалося проведення Кубка Хопмана — престижного виставкового турніру національних збірних, складених з одного чоловіка і однієї жінки, що проходить під егідою Міжнародної федерації тенісу.

### Повернення до програми Олімпійських ігор
Вже в 1968 році теніс був знову включений в програму Олімпійських ігор, але тільки як показовий вид, і питання про статус гравців не виникало. Також показовим був тенісний турнір 1984, але вже в 1988 році відбулося повернення тенісу в олімпійську програму як змагального виду. Це означало, що в Олімпіадах відтепер можуть брати участь тенісисти, які офіційно мають статус професіоналів, що було неможливо в колишні роки.

### Зростання впливу гравців
У 1978 році відбулося часткове злиття двох головних чоловічих професійних турів: Гран-прі та WCT, під егідою якого залишилося тільки декілька турнірів. В умовах відсутності конкуренції керівництво туру Гран-прі могло міняти сітку турнірів і призовий фонд на свій розсуд. Щільний графік турнірів, що призводить до травм і загальному виснаження, викликав негативну реакцію гравців.
У 1988 році директор Асоціації тенісистів-професіоналів Гамільтон Джордан за підтримки провідних тенісистів, які виступали в одиночному розряді, оголосив про формування нового професійного туру — АТР-туру, у визначенні політики якого безпосередню участь братимуть самі гравці; зокрема, в турнірну сітку передбачалося ввести восьмитижневі канікули. Ідею за короткий час підтримали 85 гравців з перших ста в рейтингу АТР, до них приєдналися організатори багатьох великих турнірів, чиї голоси надалі враховувалися при формуванні сітки нарівні з голосами самих гравців. АТР-тур стартував в 1990 році.

### Поширення тенісу у світі
Після початку Відкритої ери популярність тенісу у світі, і до того значна, продовжувала зростати. До чотирьох країн-лідерів світового тенісу (Австралії, Великої Британії, США і Франції) почали додаватися нові. Так, з 1974 року, коли ПАР стала п'ятою країною, збірна якої завоювала Кубок Девіса, його вигравали команди 11 країн, в тому числі Швеція сім разів, Іспанія чотири рази, ФРН і об'єднана Німеччина тричі і Росія — двічі. Кубок Федерації з початку Відкритої ери вигравали десять різних збірних, у тому числі Чехословаччина п'ять разів (і ще один раз Словаччина), Іспанія також п'ять разів, Росія чотири рази, Італія тричі і ФРН/об'єднана Німеччина — двічі. З часу введення професійних рейтингів першу позицію в чоловічому рейтингу, крім американців і австралійців, займали троє шведів, троє іспанців і двоє представників Росії (а всього представники 11 країн), а в жіночому по дві представниці Бельгії, Росії та Сербії (а в цілому тенісистки з 11 країн).
Тенісні організації, особливо Міжнародна федерація тенісу, роблять значні зусилля по популяризації гри у світі. Тільки за 2009 рік ITF і Фонд розвитку Великого шолома інвестували в розвиток тенісу у світі понад 3,5 мільйонів доларів; ще понад 400 тисяч були пожертвувані фондом «Олімпійська солідарність». Ці організації підтримували проведення 25 регіональних молодіжних тенісних змагань в усьому світі, включаючи молодіжний чемпіонат Африки. Всього за 23 роки ITF і Фонд розвитку Великого шолома вклали в розвиток тенісу у світі понад 71 мільйон доларів. ITF також підтримує власний цикл з понад 350 молодіжних турнірів, що проходять у понад ста країнах світу. У турнірах юніорського туру ITF беруть участь близько десяти тисяч молодих тенісистів. Під егідою Міжнародної федерації тенісу проводяться 150 турнірів в 37 країнах для тенісистів в інвалідних візках.

## Еволюція спорядження і правил

### Технічні вдосконалення

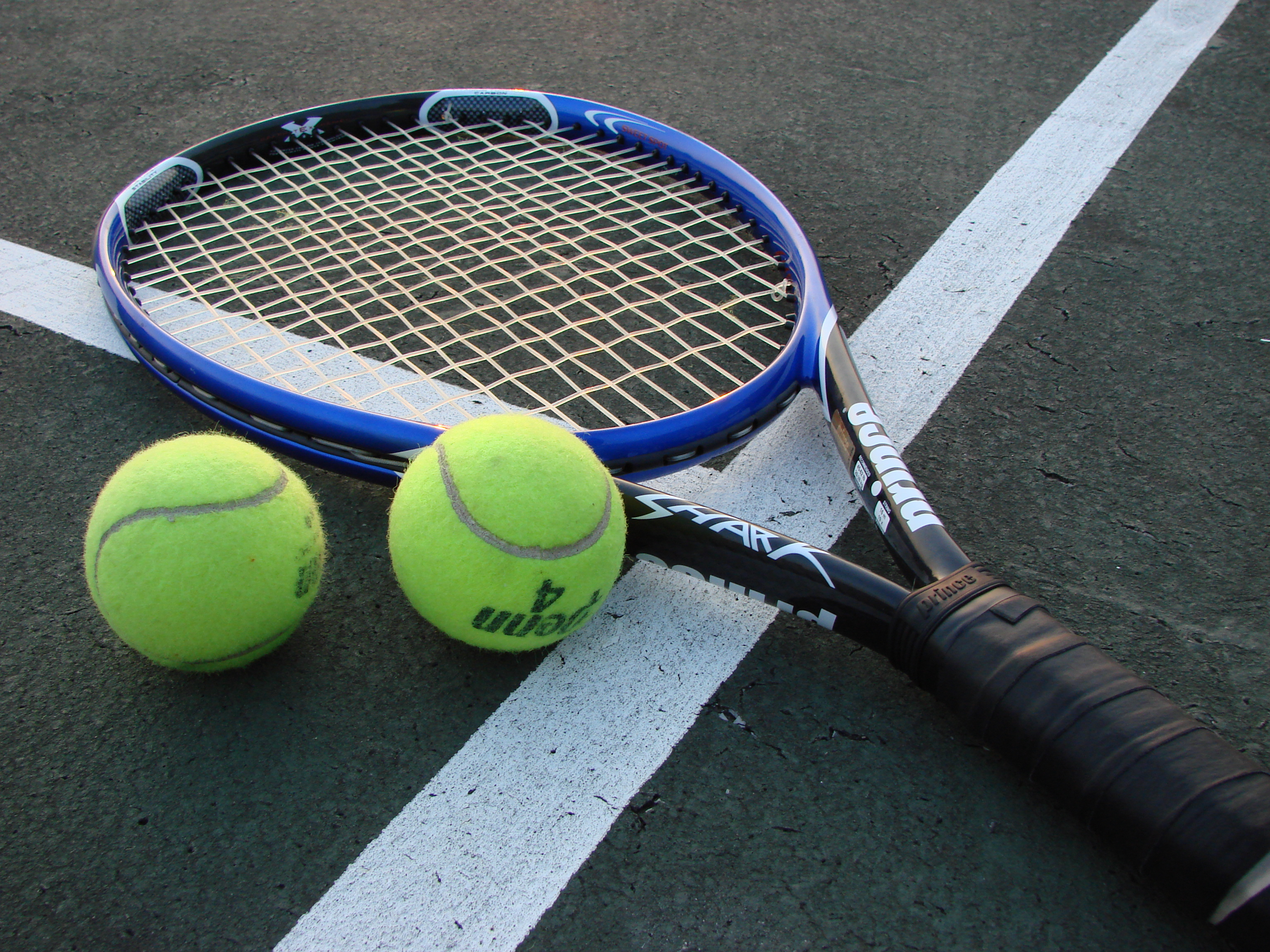
Сучасна тенісна ракетка з корпусом з вуглеволокна

Хоча лаун-теніс зобов'язаний своїм виникненням появі гумових м'ячів, які краще відскакували від трав'яного газону, ніж традиційні матерчаті м'ячі, набиті вовною або тирсою, в наступні десятиліття обладнання мінялося мало. Основні зміни почалися тільки в 1960-ті роки, коли почалися експерименти з формою і матеріалом тенісних ракеток з метою надати ударам велику силу і точність. Якщо до 1960-х років ракетки робилися з дерева (перша металева ракетка, випущена в продаж, була запатентована тільки в 1953 році Рене Лакостом), в 1967 році в побут увійшли сталеві ракетки, за якими було поява ракеток з алюмінію, графіта, фібергласу і композиційних матеріалів, зокрема, вуглеволокна.
У 1976 році фірма «Prince» випустила тенісну ракетку з довшою та ширшою головкою, площа якої була більша, ніж у прийнятих тоді зразків у півтори раза. Площа була збільшена, щоб знизити відсоток промахів повз м'яч, але не запланованим творцями нової ракетки ефектом виявилося значне збільшення сили удару. До 90-х років різні модифікації професійних ракеток мали площу на 25-60 % більшу за стандартну. Ракетки нових розмірів виявилися краще пристосовані для дворучного бекхенда, що різко збільшило його популярність. Наприкінці 80-х років було розпочато також випуск ракеток з товстішим ободом, що також збільшує силу удару. Цей тип ракеток виявився затребуваний серед професійних тенісисток і особливо молодих спортсменів, яким ще бракувало власної сили. З кінця 1970-х років до першої десятки світового жіночого тенісу регулярно потрапляли спортсменки, які не досягли 18-річного віку, в числі яких Трейсі Остін, Андреа Джегер, Штеффі Граф, Габріела Сабатіні, Моніка Селеш і Дженніфер Капріаті. Крім того, з 1985 по 1990 рік на трьох з турнірів Великого шолома титул у чоловічому одиночному розряді завойовували наймолодші гравці в їх історії: 17-річний Борис Бекер на Вімблдонському турнірі, 17-річний Майкл Чанг на Відкритому чемпіонаті Франції та 19-річний Піт Сампрас на Відкритому чемпіонаті США.
Одна з модифікацій тенісної ракетки, ракетка з подвійною струною, була продемонстрована в 1977 році. Подвійні вертикальні струни, скріплені разом клейкою стрічкою або поміщені в пластикові трубки, дозволяли при низькому натягу наносити не тільки особливо потужний (за рахунок пружинистість), але і сильно закручений удар. Провідні гравці світу відмовлялися грати проти непередбачуваних суперників, озброєних такими ракетками, і в підсумку ITF наклала заборону на їх використання, мотивуючи це тим, що вони фактично завдавали два удари замість одного, що заборонялося правилами.
Певні зміни відбулися і з тенісним м'ячем. Незабаром після впровадження гри Вінгфілда, гумовий м'яч стали обшивати фланеллю. Потім м'ячі стали робити порожніми і надувати газом. 1972 року Міжнародна федерація тенісу ввела в ужиток жовті м'ячі після того, як дослідження показали, що м'ячі такого кольору найкраще видно на екранах телевізорів, і в наш час[коли?] жовті м'ячі використовуються в більшості великих турнірів, у тому числі з 1986 року на Вімблдоні.
Наприкінці XX століття в теніс почали проникати електронні пристрої, що дозволяють поліпшити якість суддівства. З початку 1980-х років на Вімблдонському турнірі і Відкритому чемпіонаті США використовувалася електронна система «Cyclops», яка визначала місце торкання меча (у межах корту або за лінією). З 1996 року Асоціація тенісистів-професіоналів, а слідом за нею й інші тенісні організації використовують електронний прилад «Trinity», що дозволяє визначити, чи торкнувся м'яч сітки при подачі. Ще одним технологічним нововведенням, яке поступово знайшло використання у тенісі, стали відеоповтори. 2005 року відеоповтори для арбітрів були узаконені в іграх професійної ліги World TeamTennis, а трохи пізніше в виставковому Кубку Хопмана. 2006 року технологія відеоповторів «Hawk-Eye» стала застосовуватися вже на офіційних міжнародних турнірах, в тому числі у Відкритому чемпіонаті США.

### Тенісна мода

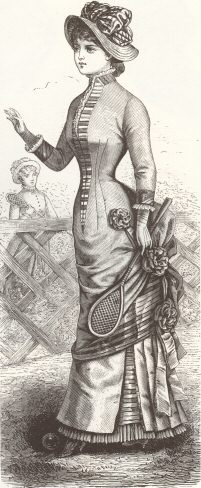
Жіночий тенісний костюм, 1881 рік

У перші роки існування лаун-тенісу спортивна форма була досить незручною. Так, перша чемпіонка Вімблдонського турніру, Мод Уотсон, завоювала свій титул у спідниці з турнюром і чоловічому солом'яному капелюсі, а ще раніше жінки грали в костюмах з фланелі і саржі, а іноді навіть в хутрі. Лотті Дод, наймолодша чемпіонка Уїмблдону, вже носила спідниці, які доходили до середини гомілки, що були частиною її шкільної форми, а в 1905 році американка Мей Саттон дозволила собі вийти на корт із засуканими рукавами. Тим не менш нижні спідниці і корсети залишалися частиною жіночої тенісної форми до Першої світової війни.
Після війни законодавицею тенісної моди стала Сюзанн Ленглі. Інша багаторазова переможниця турнірів Великого шолома, Елізабет Райан, одного разу сказала: «Все тенісистки повинні на колінах дякувати Сюзанн за позбавлення від тиранії корсетів». Завдяки Ленглі в жіночому тенісі утвердилися спідниці до коліна і короткі рукави. Крім того, після Ленглі в моду увійшли головні хустки, а дещо пізніше Хелен Уіллз ввела в моду захищаючі очі козирки, подібні прийнятим в гольфi.
В кінці 1930-х років в жіночому тенісі шорти почали витісняти спідниці, а в чоловічому довгі штани. В останній раз Вімблдонський турнір у довгих штанах вдалося виграти в 1946 році.
Тенісну моду в перші десятиліття після Другої світової війни багато в чому диктував колишній тенісист і тенісний суддя, кутюр'є Тед Тінлінг. 1949 року сенсацію викликала мереживна спідня білизна Гассі Моран його роботи, а пізніше він проєктував костюми для Марії Буено і Мартіни Навратілової.

### Еволюція правил
Основи правил і термінології лаун-тенісу сформувалися вже у 1870-ті роки, в тому числі будучи запозиченими з же-де-пома:
- Сама назва теніс (англ. tennis), напевно, походить від фр. tenez, наказової форми дієслова tenir, «тримати». Воно означає, таким чином, «тримайте!» Цим вигуком гравець у реал-теніс попереджав суперника, що він збирається подавати; це пояснення є панівним з другого десятиліття двадцятого століття, хоча ближче до кінця століття з'явилася теорія, що пов'язує назву тенісу зі старим французьким словом, що позначає ткацький човник і його рух вперед і назад, як це робить м'яч у тенісі.
- Ракетка (англ. racquet) походить від фр. raquette, яке, у свою чергу, походить від арабського rakhat, що означає «долоня»[38];
- Англійський термін deuce(рівно) виник від фр. à deux le jeu, що означає «to both is the game» (рахунок у грі рівний); за іншою версією, слово походить від фр. deux points, що означає, що гравцеві необхідно виграти два очки для перемоги в геймі[39];
- англ. love, що використовується для позначення рахунку «0» (наприклад, «40-love» еквівалентно «40:0»), можливо, походить від фр. l'œuf, «яйце», що означає знак «нуль» у формі яйця;
- Система рахунку в геймах «15», «30», «40» відбулася від фр. quinze, trente, quarante. Цю систему відліку пов'язують або з поділками на циферблаті годинника (де для милозвучності число 45 було замінено на 40)[39], або з обмеженням на ставки в іграх, прийнятим в середньовічній Франції, де максимальною ставкою були 60 деньє, а проміжні ставки відлічувалися по 15 деньє. Ця система сформувалася не відразу, але незабаром після виходу книги Вінгфілда. У той же час, у первісній версії правил Вінгфілда було запропоновано використання 15-очкових сетів, що було запозиченням з сучасного йому бадмінтону (в даний час рахунок у сетах в бадмінтоні йде до 21 очка). Традиційна ж тенісна система підрахунку очок була повернута в лаун-теніс разом з прямокутною формою корту перед першим Вімблдонським турніром і після того, як закінчився термін патенту Вінгфілда.

Правила, прийняті в 1875 році в Мерілебонському клубі, практично не змінювалися протягом останнього століття. Основні зміни робилися з метою збільшення привабливості гри для глядачів і стосувалися системи нарахування очок. Так, в середині 1950-х років у США була випробувана наскрізна система заліку очок в сетах з переходом подачі після кожних п'яти м'ячів, запозичена Джеймсом ван Аленом з настільного тенісу.
Значним кроком в напрямку скорочення часу гри стало, також за ініціативою ван Олена, введення тай-брейка — вирішального гейму, що розігрується в наш час[коли?] у більшості турнірів за рахунку 6:6 у сеті. У минулому сет можна було виграти тільки з різницею в два гейми або більше, що призводило до затяжних розіграшів. Гарним прикладом може служити п'ятий сет матчу 2010 року між Джоном Ізнером і Ніколя Маю на Вімблдонському турнірі, де вирішальний сет матчу все ще грається за старими правилами. Ізнер й Маю грали цей сет понад добу з урахуванням перерви на ніч (весь матч тривав 665 хвилин чистого часу) і закінчили його з рахунком 70-68 по геймах. Тай-брейк був вперше введений на Відкритому чемпіонаті США в 1970 році після того, як за рік до цього на Вімблдонському турнірі Панчо Гонсалес і Чарлі Пасарелла провели на корті понад п'ять годин чистого часу в матчі, що закінчився з загальним рахунком 22:24, 1:6, 16:14, 6:3, 11:9, а наскрізна система заліку була запропонована ван Аленом після того, як в аматорському турнірі 1954 року, що проходив у Ньюпорті, суперники зіграли 88 геймів за чотири години (матч закінчився з рахунком 6:3, 9:7, 12:14, 6:8, 10:8). З введенням тай-брейка на інших турнірах така можливість зникла, зокрема, матч 1954 року в Ньюпорті продовжувався б на 18 геймів менше.
Асоціація тенісистів-професіоналів, крім того, з початку XXI століття докладає додаткових зусиль до перетворення матчів у парному розряді в привабливіші як для глядачів, так і для провідних гравців в одиночному розряді, використовуючи методи скорочення ігрового часу. Так, у червні 2005 року було ухвалено рішення про скорочення числа геймів в сеті: тай-брейк повинен був розігруватися при рахунку не 6:6, а 4:4, а в самих геймах також відмінялася гра до різниці в два м'яча, і при рівності 3:3 (або, за старою системою, 40:40) повинне було розігруватися одне вирішальне очко (так звана «система без переваги», англ. no-ad system). За рахунку 1:1 за сетами повинен був розігруватися супертай-брейк до десяти очок (або до різниці в два очки за рахунку 9-9). Крім того, планувалося резервувати значну частину місць в турнірах пар для тенісистів, які перебувають на високих позиціях в одиночному рейтингу. Результатом введених нововведень став судовий позов, поданий проти керівництва АТР провідними майстрами парної гри на чолі з Бобом і Майком Браяном. У січні наступного року було досягнуто компроміс: частину нововведень (крім супертай-брейку у третьому сеті і скасування гри до різниці в два очки у звичайних геймах) була скасована. Ці події в пресі отримали назву «революція пар в АТР». Спочатку нові правила критикувалися, бо занадто велика вага надаэться везінню, але з часом з'ясувалося, що на розстановку у верхньому ешелоні їх введення практично не вплинуло, при цьому залучаючи глядачів за рахунок більшої динамічності в грі.
Крім системи заліку очок, у правила з часом були внесені зміни, що стосувалися жеребкування. Так, вже в 1885 році було прийнято правило, згідно з яким у кожному колі починаючи з другого число учасників турніру має бути кратним двом. Це означало, що частина учасників першого кола можуть пройти в другий без гри, але далі у кожного учасника буде суперник. Такого правила не було, приміром, на першому Вімблдонському турнірі, і в результаті один з півфіналістів пройшов у фінал без гри. Друге удосконалення, запропоноване в тому ж 1885 році математиком Чарльзом Лютвідж Доджсоном, відомішим у наш час як Льюїс Керролл, було прийнято тільки в 1922 році і полягала в тому, що найсильніші учасники розводяться по турнірній сітці з тим, щоб не зустрітися в перших колах (так званий «посів» учасників).

## Розвиток техніки і тактики гри
Зміни правил і устаткування накладали за час існування тенісу відбиток на панівний стиль гри, технічні елементи і тактику. Так, в перші роки після появи лаун-тенісу гравці, включаючи першого чемпіона Вімблдонського турніру Спенсера Гора, використовували прийняту в грі рекетс подачу збоку, що було, зокрема, зумовлено висотою сітки, у початковому варіанті ігри піднятою над землею на півтора метра. Але вже в 1878 році, в ході другого Вімблдонського турніру, була застосована подача зверху, яка незабаром стала загальноприйнятою серед сильних гравців. На цьому ж турнірі з'явився і один з перших тактичних прийомів — свічка. Спенсер Гор сповідував стиль гри, який у сучасному тенісі називається «serve-and-volley» (букв.подача і сітка): після подачі він швидко висувався до сітки і надалі вимотував суперника, «ганяючи» його з одного кінця майданчика в іншій, іноді наносячи удари по м'ячу навіть до того, як той перетинав лінію сітки (надалі такі удари були заборонені правилами). Свічка стала протидією цій тактиці: другий чемпіон Вімблдону, Френк Хедоу, раз за разом посилав м'яч по високій траєкторії над Гором, змушуючи його відходити від сітки до задньої лінії. Крім тактики гри розвивалася і техніка. Так, на рубежі століть з'явилася так звана американська кручена подача (англ. American twist), яка зіграла важливу роль у перемогах команди США в перших розіграшах Кубка Девіса.
Поступово теніс перетворився з гри для розваги в спорт. 1878 року в газеті Гарвардського університету з'явилася знакова замітка, яка з гіркотою відзначає відтік атлетичних студентів з команд по веслування на лаун-тенісні корти. Ще один крок до перетворення лаун-тенісу в змагальний спорт був зроблений в Каліфорнії, де він став популярний на військових базах Тихоокеанського узбережжя США. У Каліфорнії в теніс грали на ґрунтових і навіть цементних майданчиках з усією пристрастю і енергією, на яку здатні військові. У результаті в 1909 році каліфорнійська пара Мел Лонг і Моріс Мак-Лафлін легко виграла чемпіонат США в парному розряді. Згодом Мак-Лафлін двічі ставав чемпіоном США в одиночному розряді.
Надалі оформилися досить відмінні одна від іншої школи тенісної ігри, пов'язані з переважанням в тих чи інших країнах специфічних типів тенісного корту. У США все більшу популярність набували корти з штучним твердим покриттям, у континентальній Європі перевага віддавалася ґрунтовим кортам, а британці і жителі їх колоній зберігали вірність трав'яному газоні. На певному етапі стало зрозуміло, що тенісист, який звик до одного типу покриттів, часто важко адаптується до іншого. Це можна було легко побачити на прикладі серії матчів між Вінсентом Річардсом і Карелом Кожелугом наприкінці 1920-х років: на повільних ґрунтових покриттях домінував європеєць Кожелуг, що вів гру із задньої лінії, тоді як на швидких трав'яних кортах перемагав вихованець нью-йоркській тенісної школи Річардс, чиєю головною зброєю був швидкий вихід до сітки.
Перетворення тенісу в змагальний спорт вимагало, щоб гравець міг однаково успішно грати з обох сторін. У той же час, велику частину історії тенісу бекхенд (удар закритою ракеткою) залишався менш точним і сильним, ніж удар відкритою ракеткою, хоча були і винятки, такі, як Дон Бадж, який перетворив свій бекхенд в атакуючу зброю. Намагаючись збільшити силу удару закритою ракеткою, деякі гравці при цьому тримали її двома руками (у винятково рідких випадках гравці, зокрема, провідний професійний тенісист середини століття Панчо Сегура, також грали таким чином відкритої ракеткою), але цей стиль залишався не надто поширеним до появи ракеток із збільшеною площею головки, після чого багато гравців перейшли на дворучний бекхенд.
Потужніший удар відкритою ракеткою став можливий за рахунок зміни пануючої техніки хватки ракетки від так званих східної та континентальної, при яких підставу вказівного пальця розташовується на правій або верхній правій грані восьмигранною рукояті ракетки(на ілюстрації зліва) , до західної, при якій долоню фактично підхоплює її знизу. Цей перехід став можливим завдяки поступовому витісненню трав'яних кортів з їх низьким відскоком м'яча штучними в другій половині двадцятого століття. Якщо до початку Відкритої ери один з провідних тенісистів світу Стен Сміт використовував хватку, проміжну між східною і континентальною, зустрічаючи відкритою ракеткою м'ячі, які летять на рівні пояса, то в кінці століття Густаво Куертен, спеціаліст із ґрунтових кортів, вже використав західну хватку, відбиваючи м'яч на рівні грудей. Перехід від східної і континентальної хватки до західної і близьких до неї також зумовило зміну форми ракетки і зменшення її ваги за рахунок використання нових матеріалів.

## Офіційна тенісна ієрархія і Міжнародної зали слави тенісної
У 1970-ті роки чоловічі та жіночі професійні тенісні асоціації ввели рейтинг гравців, покликаний відображати співвідношення сил між тенісистами. З 1973 року, коли почав діяти рейтинг ATP, понад двадцять чоловіків-тенісистів офіційно побували в ранзі першої ракетки світу. Серед них довше за все, кожен понад п'ять років загалом, це звання утримували (у хронологічному порядку) Джиммі Коннорс, Іван Лендл, Піт Сампрас і Роджер Федерер. Першим офіційно був удостоєний цього звання Іліє Настасе, який загалом займав першу позицію в рейтингу 40 тижнів. Зоряні роки Рода Лейвер, єдиного в історії чоловічого тенісу дворазового володаря Великого шолома, як любительського і як професіонального, припали на період до 1973 року, і офіційно першою ракеткою світу він так і не став. Аналогічний чоловічому жіночий рейтинг був введений WTA в 1975 році. Відтоді перший рядок у ньому займали 20 тенісисток, а Кріс Еверт (перша володарка титулу), Мартіна Навратілова і Штеффі Граф займали цю позицію понад п'ять років загалом (Граф — понад сім).
За відсутності об'єктивних критеріїв важко назвати найкращих тенісистів світу до початку Відкритої ери. Подібним критерієм можуть служити виступи в турнірах Великого шолома, який завойовували до початку Відкритої ери Дон Бадж і Род Лейвер у чоловіків і Морін Конноллі у жінок. Однак історія тенісу зберігає імена тенісистів, які не вигравали Великий шолом, але вважалися видатними майстрами ракетки. Так, наприклад, Рой Емерсон, хоча і не вигравав Великий шолом, до моменту введення рейтингів був лідером серед чоловіків за кількістю завойованих титулів на турнірах, які в нього входять (дванадцять перемог в одиночному розряді, мінімум по дві на кожному з чотирьох турнірів).
Серед списків «найкращих тенісистів всіх часів і народів» відомий, зокрема, список, складений Джеком Креймером. В автобіографії Креймера, що вийшла в 1979 році, були представлені списки найкращих тенісистів сучасності і минулого з окремих компонентів гри. Зокрема, першу подачу він вважає найкращою у Елсуорта Вайнза, Панчо Гонсалеса і Білла Тілдена. Найкращим фахівцем другої подачі він називає Джона Ньюкомба. Закритою ракеткою, на думку Креймера, найкраще грав Бадж, він же, разом із Джиммі Коннорсом, мав найкращий прийом подачі. Володарем найкращого удару з льоту відкритю ракеткою він називає Вілмер Еллісонаа, а закритою — Баджа, Френка Седжмена і Кена Розуолла. Свічка, на думку Креймера, найкраще вдавалася Боббі Ріггсу, а удар з полулета — Розуоллу і Гонсалесу. Креймер також спробував скласти загальний список найкращих гравців. За його версією, такий список очолив би або Бадж, або Вайнз. За ними він ставив Тілдена, Фреда Перрі, Ріггса і Гонсалеса. У список «другого ешелону» були включені також Лейвер, Лью Хоуд, Розуолл, Готфрід фон Грам, Тед Шредер, Джек Кроуфорд, Панчо Сегура, Седжмен, Тоні Траберт, Ньюкомб, Артур Еш, Стен Сміт, Бьорн Борг і Коннорс. Креймер також вважав, що французькі тенісисти Анрі Коше і Рене Лакост, гру яких йому було важко оцінити адекватно, по класу наближалися до гравців цього списку.

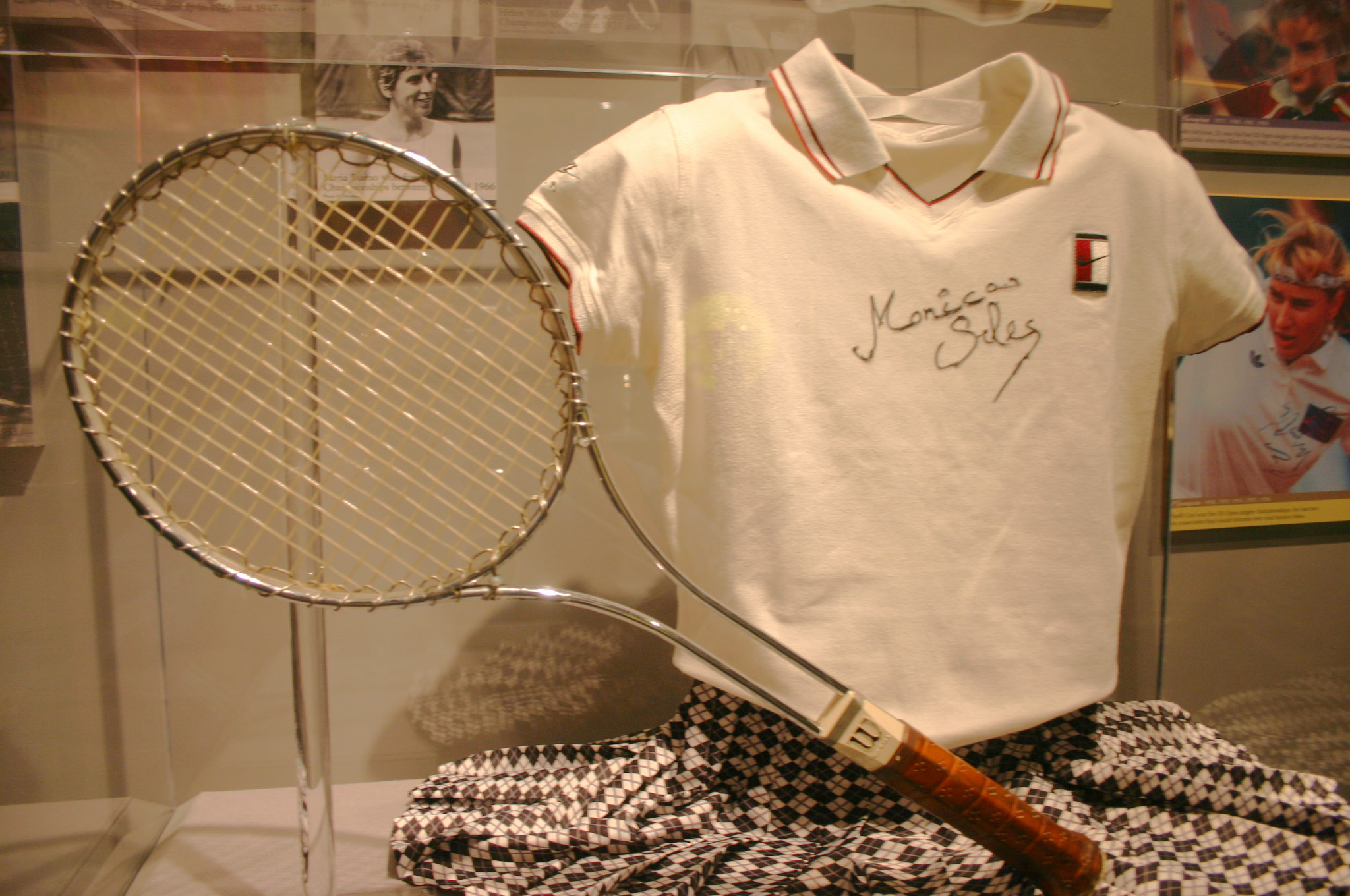
Форма і ракетка Моніки Селеш у Міжнародному залі тенісної слави

Ієрархію тенісистів-аматорів в епоху, що передувала появі офіційних оцінок, вела газета «Daily Telegraph», спортивні журналісти якої складали списки десяти провідних чоловіків-любителів з 1913 року, а жінок з 1921 року. Ці списки пізніше були зведені воєдино в «Офіційну енциклопедію тенісу», випущену Асоціацією тенісу США в 1981 році, а також у тенісних енциклопедіях під редакцією Бада Коллінза, який сам публікував аналогічні списки з початку Відкритої ери на «Boston Globe». Зведені списки дозволяють побачити, що серед чоловіків найкращим шість років визнавався Тілден і чотири — Коше, а з середини тридцятих років, коли намітилася тенденція переходу найсильніших любителів в професійний теніс, мало кому вдавалося посісти цю позицію більше ніж двічі. У жіночому любительському тенісі після відходу Ленглі безумовним лідером стала Хелен Віллз-Муді, що займала першу сходинку в неофіційній ієрархії дев'ять разів.
У 1954 у Джеймс Ван Ален заснував за підтримки Асоціації лаун-тенісу США в Ньюпорті (Род-Айленд) Національну залу лаун-тенісної слави — музей, розташований на місці проведення першого чемпіонату США з тенісу. 1975 року музей отримав назву Міжнародної зали тенісної слави, і першим неамериканцем, внесеним в списки, став Фред Перрі. 1986 року Міжнародна тенісна зала слави була офіційно визнана Міжнародною федерацією тенісу. У музеї знаходиться велика кількість експонатів, які закарбували історію розвитку тенісу починаючи з XII століття, а також галерея великих тенісистів і людей, які зробили внесок у розвиток цього виду спорту. До 2007 року в списках Міжнародного залу тенісної слави було близько 220 імен, від Волтера Вінгфілда і родоначальників американського тенісу Джеймса Вайта і Річарда Сірса до Моніки Селеш і Піта Сампраса.